# Symphonie no 6 de Mozart
Pour les articles homonymes, voir Symphonie no 6 et K43.
La Symphonie no 6 en fa majeur, KV 43, a été composée par Wolfgang Amadeus Mozart en 1767.

## Historique
Selon Alfred Einstein dans sa révision de 1937 du Catalogue Köchel, la symphonie a été probablement commencée à Vienne et complétée à Olomouc, une commune de Moravie où la famille Mozart s'était réfugiée pour échapper à l'épidémie de variole qui sévissait à Vienne.
La symphonie est en quatre mouvements, et est la première écrite par Mozart en fa majeur. Elle a été créée à Brno le 30 décembre 1767. L'autographe de la partition est aujourd'hui conservé à la Bibliothèque Jagellon à Cracovie.
La symphonie faisait partie d'un concert organisé par le Comte von Schrattenbach, frère de l'archevêque de Salzbourg, et donné par la famille Mozart le 30 décembre 1767 à la Taverna à Brno. Un prêtre local a rapporté : « J'ai assisté à un concert de musique dans une maison dans la ville connue sous le nom « Taverna », au cours duquel un garçon de onze ans de Salzbourg et sa sœur de quinze ans, accompagnés de divers instruments par les habitants de Brno, ont excité l'admiration de tous spectateurs ».

## Instrumentation
| Instrumentation de la symphonie no 6 en fa majeur                                            |
| Cordes                                                                                       |
| premiers violons, seconds violons, premiers altos, seconds altos, violoncelles, contrebasses |
| Bois                                                                                         |
| 2 flûtes, 2 hautbois, 1 basson                                                               |
| Cuivres                                                                                      |
| 2 cors en fa                                                                                 |

Les flûtes apparaissent à la place des hautbois dans le second mouvement. Pour la première fois dans une symphonie, Mozart utilise deux parties séparées d'altos.

## Structure
Il y a quatre mouvements. C'est la première symphonie de Mozart possédant quatre mouvements, dans laquelle il introduit pour la première fois un Menuet et un Trio, construction qui deviendra courante dans la plupart de ses symphonies par la suite.
Le mouvement Andante utilise un thème tiré de l'opéra de Mozart Apollo et Hyacinthus, K. 38, dans lequel « les violons en sourdine chantent sur les pizzicato des seconds et l'accompagnement des altos divisés, pour produire un effet ravissant ».
1. Allegro, en fa majeur, à , 101 mesures, 2 parties répétées 2 fois (première partie: mesures 1 à 49 se terminant sur l'accord de dominante, seconde partie: mesures 50 à 101) - partition
2. Andante, en ut majeur, à 
, 67 mesures, 2 parties répétées 2 fois (première partie: mesures 1 à 30 se terminant sur l'accord de dominante, seconde partie: mesures 31 à 67) - partition
3. Menuet et trio, en fa majeur (trio en si bémol majeur), à 
, 16 + 20 mesures - partition
4. Allegro, en fa majeur, à 
, 110 mesures - partition

Durée : environ 16 minutes
Introduction de l'Allegro :
La lecture audio n'est pas prise en charge dans votre navigateur. Vous pouvez télécharger le fichier audio.
Introduction de l'Andante :
La lecture audio n'est pas prise en charge dans votre navigateur. Vous pouvez télécharger le fichier audio.
Première reprise du Menuet :
La lecture audio n'est pas prise en charge dans votre navigateur. Vous pouvez télécharger le fichier audio.
Première reprise du Trio :
La lecture audio n'est pas prise en charge dans votre navigateur. Vous pouvez télécharger le fichier audio.
Introduction de l'Allegro :
La lecture audio n'est pas prise en charge dans votre navigateur. Vous pouvez télécharger le fichier audio.